# چیس کالیش
چیس کالیش (انگلیسی: Chase Kalisz؛ زادهٔ ۷ مارس ۱۹۹۴) یک شناگر اهل ایالات متحده آمریکا است.
از افتخارات وی میتوان به کسب مدال نقره ۴۰۰ متر انفرادی مختلط در مسابقات جهانی ورزش‌های آبی ۲۰۱۳ و مدال برنز ۴۰۰ متر انفرادی مختلط در مسابقات جهانی ورزش‌های آبی ۲۰۱۵ اشاره کرد.